# Italochrysa madagassa
Italochrysa madagassa is een insect uit de familie van de gaasvliegen (Chrysopidae), die tot de orde netvleugeligen (Neuroptera) behoort. 
Italochrysa madagassa is voor het eerst wetenschappelijk beschreven door Hölzel & Ohm in 1995.